# Walther Biehl
Walther Richard Biehl (* 5. September 1882 in Plagwitz bei Leipzig; † 1963) war ein deutscher Kunsthistoriker.

## Leben
Walther Biehl war der Sohn des Kaufmanns und Gutsbesitzers Richard Biehl und der Clara Hoffmann. Er besuchte von 1893 bis 1902 das Thomasgymnasium in Leipzig und studierte danach in Lausanne, Genf, Leipzig, Berlin und Heidelberg, zunächst Jura, dann Kunstgeschichte, Klassische Archäologie und Philosophie. In Heidelberg wurde er am 23. Juli 1909 bei Henry Thode promoviert. Ab dem 1. April 1910 war er Volontär am Städtischen Kunstgewerbemuseum und am Stadtgeschichtlichen Museum in Leipzig, danach wissenschaftlicher Hilfsarbeiter an der Staatlichen Gemäldegalerie Dresden. 1911/12 war er Mitarbeiter der Redaktion des Allgemeinen Lexikons der Bildenden Künstler von der Antike bis zur Gegenwart in Leipzig. Von 1912 bis 1914 war er als Direktorialassistent am deutschen Kunsthistorischen Institut in Florenz tätig, danach als Direktorialassistent am Leipziger Stadtmuseum bei Albrecht Kurzwelly. 1919 wurde er Direktor des Bautzener Stadtmuseums und trat 1946 in den Ruhestand.
Seine Forschungsschwerpunkt waren die Plastik der Toskana des Mittelalters und die Kunst der Lausitz.

## Schriften (Auswahl)
- Das Toskanische Relief im 12., 13. und 14. Jahrhundert. Borna bei Leipzig 1910. (Dissertation, mit Lebenslauf)
- mit Albrecht Kurzwelly, Eduard Eyßen, Hildegard Heyne: Das Bildnis in Leipzig vom Ende des 17. Jahrhunderts bis zur Biedermeierzeit. Aus Anlass der vom Stadtgeschichtlichen Museum zu Leipzig 1912 veranstalteten Porträtausstellung. Hiersemann, Leipzig 1912.
- Altmeister-Holzschnitte aus dem Besitz des Stadtmuseums in Bautzen. O. C. Recht, München 1923.
- Toskanische Plastik des frühen und hohen Mittelalters. Seemann, Leipzig 1926.
- Bautzen. (= Deutschlands Städtebau) DARI Deutscher Architektur- und Industrie-Verlag, Berlin-Halensee 1922. (2. Auflage 1926)
- Der Dom St Peter zu Bautzen. Union-Verlag, Berlin 1953.

| Personendaten    | Personendaten                                                                 |
| ---------------- | ----------------------------------------------------------------------------- |
| NAME             | Biehl, Walther                                                                |
| ALTERNATIVNAMEN  | Biehl, Walther Richard (vollständiger Name); Biehl, Walther R.; Biehl, Walter |
| KURZBESCHREIBUNG | deutscher Kunsthistoriker                                                     |
| GEBURTSDATUM     | 5. September 1882                                                             |
| GEBURTSORT       | Plagwitz                                                                      |
| STERBEDATUM      | 1963                                                                          |